# 양준식 (프로게이머)
양준식(1987년 8월 1일 ~ )은 대한민국의 스타크래프트 II 프로게이머이다. 종족은 프로토스이며 Alicia라는 아이디를 쓰고 있다.
SlayerS 소속으로 활동하였으며 2012년 10월 탈퇴되어 Axiom으로 이적, 2015년까지 Axiom에서 활동했다.
2015년 10월 16일 Axiom의 해체로 무소속 신분이 되었다.

## 주요 이력
프리미어 개인리그 준우승 3회
- 2011년 인텔 글로벌 스타크래프트 II 리그 March Code A 4강
- 2011년 LG 시네마 3D, 인텔코리아 글로벌 스타크래프트 II 리그 May Code S 16강
- 2011년 LG 시네마 3D, 인텔코리아 슈퍼 토너먼트 8강
- 2011년 펩시콜라 글로벌 스타크래프트 II 리그 July Code S 32강
- 2011년 펩시콜라 글로벌 스타크래프트 II 리그 August Code S 32강
- 2011년 소니 에릭슨 글로벌 스타크래프트 II 리그 Oct. Code A 32강
- 2011년 소니 에릭슨 글로벌 스타크래프트 II 리그 Nov. Code A 32강
- 2012년 MLG 2012 Spring Season Championship 준우승
- 2012년 North American Star League Season 3 준우승
- 2012년 MLG 2012 Summer Season Arena 준우승
- 2013년 2013 WCS 아메리카 시즌 1 프리미어리그 5위 (2013 WCS 시즌 1 파이널 진출)
- 2013년 2013 WCS Season1 TG삼보-Intel Finals 8강
- 2013년 ASUS ROG Summer 2013 4강
- 2013년 2013 WCS 아메리카 시즌 2 프리미어리그 16강
- 2013년 2013 WCS 아메리카 시즌 2 챌린저리그 16강
- 2013년 DreamHack Open: Bucharest 12강
- 2014년 ASUS ROG Winter 2014 16강
- 2014년 2014 WCS 아메리카 시즌 1 프리미어리그 4강
- 2014년 2014 WCS 아메리카 시즌 2 프리미어리그 8강
- 2014년 2014 WCS 아메리카 시즌 3 프리미어리그 32강